# Diplo
Thomas Wesley Pentz (Tupelo, Misisipi, 10 de noviembre de 1978), conocido por su nombre artístico Diplo, es un DJ, remezclador y productor discográfico estadounidense. Es miembro del grupo de música electrónica Major Lazer; del dúo electrónico Jack Ü con Skrillex; del supergrupo LSD con Labrinth y Sia; y de Silk City con Mark Ronson. 
En 2006 fundó la compañía discográfica Mad Decent, así como la organización sin ánimo de lucro Heaps Decent al año siguiente. Su extended play (EP) de 2013, Revolution, debutó en el puesto 68 del Billboard 200 de Estados Unidos. La canción principal del EP apareció más tarde en un comercial de Hyundai y aparece en la banda sonora de WWE 2K16. Entre otros trabajos, se ha desempeñado como maestro de escuela en Filadelfia. Su apodo proviene de la fascinación que tenía cuando era niño por los dinosaurios, en particular por los diplodocus. Diplo fue nominado en los Premios Grammy de 2013 en la categoría "Productor del año, en música no clásica". Actualmente ocupa el puesto #126 en la encuesta realizada por la revista DJ Mag.
Fuera de la música, también participó como actor en un cameo como DJ para la película Pokémon: Detective Pikachu (2019).

## Trayectoria
Nacido en Tupelo, Misisipi, y criado en varias regiones de todo el sur de Estados Unidos, Diplo desarrolló un gran interés por la cultura local. Empezó a asistir a la Universidad de Florida Central en 1997, y luego se trasladó a Filadelfia para continuar sus estudios en la Universidad de Temple, donde comenzó a ganar notoriedad como DJ.
En 2001, lanzó junto al DJ Lowbudget el proyecto musical Hooked on Hollerphonix. En 2003, lanzaron el álbum Never Scared, en el que contenía varios mashups de canciones de The Clash, Missy Elliot, The Cure, Björk, entre otros, combinado con un sonido dirty south y hip hop.
En su camino a la fama, Diplo trabajó junto a artistas como Santigold y M.I.A., lo que le posibilitó hacerse de un nombre en la escena del rap y el hip hop. En 2009, crearon junto al productor británico Switch, el proyecto musical paralelo conocido como Major Lazer, en que participaron Santigold, Amanda Blank, Nina Sky, y varios artistas jamaiquinos de dancehall. Desde entonces, Diplo trabajó como productor en numerosos proyectos, destacándose sus participaciones para Beyoncé, Usher, y últimamente para No Doubt. Sus álbumes de estudio son ‘Sound and Fury’ lanzado en 2002, ‘Florida’ en 2004, y el compilado de remixes ‘Decent Work for Decent Pay’ en 2009.

### Mad Decent y producciones
Diplo pasó de ser un DJ desconocido a ser uno de los productores más requeridos de la escena musical llegando a trabajar con reconocidos artistas tales como Madonna, Shakira, Robyn, Kid Cudi, Chris Brown, Bruno Mars, Alex Clare y Snoop Dogg, así como trabajar con emergentes como Maluma, Kid Sister, Die Antwoord, Rolo Tomassi, Amanda Blank y Dark Meat. Después de emprender un viaje a Brasil para investigar la escena de la música de Favela, y fascinado con la energía que le ofrecía, Diplo decidió importar al grupo de baile funk Bonde do Rolê desde Brasil para incorporarlo a su sello Mad Decent. Este grupo serviría para instalar el sonido Baile Funk en los Estados Unidos. En 2009, Diplo también fue el responsable de un documental en el que muestra las costumbres y la música de las favelas de Brasil, llamado Favela on Blast, filmado y producido junto a Leandro HBL.
Aunque el género Favela Funk siguió entre sus predilectos, a través de su sello Mad Decent, le serviría para mostrar los innumerables sonidos diferentes que había encontrado mientras viajaba por todo el mundo. Diplo desarrolló inmediatamente una gran reputación debido a su extensa gira. En la edición de abril de 2010 de la revista Rolling Stone, Diplo fue considerado como una de las “40 razones para ser optimista por la música”.
Debido a este emprendimiento fue ampliando aún más la gama de sonidos, más allá del género Favela Funk con la que comenzó inicialmente. Desde la fundación en 2005 del sello Mad Decent, ha lanzado trabajos de artistas de la talla de Santigold, Lil Jon, Gucci Mane, Peter Bjorn and John, Delrey Bosco, Rusko, Buraka Som Sistema, Savage Skulls, Oliver Twizt, Jamie Fanatic, Douster, Boy 8-Bit, y Po Po. Además de lanzar sus propios lanzamientos, cuenta con Mad Decent Worldwide Radio, una serie de mixtapes o podcasts en el que promociona a los artistas que han lanzado producciones para Mad Decent, y en el que también respalda muchos otros que pueden haber captado la atención del sello. Recientemente, en abril de 2012, Diplo obtuvo su propio espacio en la BBC Radio 1, en el espacio llamado Diplo & Friends.
Además, Diplo y Mad Decent han organizado un evento anual, en el que muestran los talentos del sello. Si bien los tres primeros años del festival, sólo se llevó a cabo en la ciudad natal del sello, en Filadelfia, a partir del 2010, se fue extendiendo por Chicago, Los Ángeles, Nueva York, y Toronto.
Entre sus producciones más destacadas y peculiares se encuentran la realizada para la banda británica de mathcore Rolo Tomassi, en su segundo álbum Cosmology. En 2011, trabajó con Beyoncé en las canciones "Run the World (Girls)" y "End of Time" y para su cuarto álbum "4". A pesar de haber prestado el sample de su trabajo Pon de Floor, realizado junto a su proyecto musical Major Lazer para el sencillo "Run the World (Girls)", tiempo después, manifestó su descontento con la producción final de la canción. También trabajó con una de las integrantes de Girls Aloud, Nicola Roberts en su álbum debut como solista en el sencillo "Beat of My Drum". En 2012, Diplo produjo para Usher en el sencillo "Climax". En ese mismo año también produjo la canción "Lies" para la cantante Marina and the Diamonds incluido en su segundo álbum Electra Heart, y colaboró en el álbum regreso de No Doubt, Push and Shove. En abril de 2013 lanzó su segundo álbum con el proyecto musical Major Lazer titulado Free Universe. En agosto de 2013, lanzó "Earthquake", una coproducción con DJ Fresh en la que cuenta con las voces de Dominique Young Unique, alcanzó el número 4 en la lista de sencillos del Reino Unido. Produjo una canción para la banda sonora de la película Los juegos del hambre: en llamas titulada "Elastic Heart" en la que cuenta con las voces de Sia y The Weeknd. Su EP "Revolution", lanzado en octubre de 2013, debutó en el número 68 del Billboard 200.
Como parte de la gira Mad Decent Block Party, festival del sello que comanda Diplo, se presentó con Skrillex bajo el nombre Jack U. Tienen planeado lanzar una producción que contará con la colaboración del dúo británico AlunaGeorge.
El 17 de septiembre, Diplo y Skrillex bajo la formación Jack Ü publicaron su primer sencillo "Take Ü There" con la colaboración vocal de Kiesza, convirtiéndose en el primer sencillo de su trabajo en conjunto Jack Ü. En febrero de 2015 lanzaron su álbum titulado Skrillex and Diplo Present Jack Ü el cual llegó a ocupar el número 26 del Billboard 200. También en ese mismo año, colaboró en la producción del álbum Rebel Heart de Madonna. Asimismo, hará de telonero para la cantante en sus conciertos de Montreal de septiembre de 2015 como parte del Rebel Heart Tour.
Lanzó junto a su grupo musical Major Lazer el sencillo titulado "Run Up", en colaboración con Nicki Minaj y PARTYNEXTDOOR.
A principios de julio de 2017, lanzaron el EP "Know No Better" en colaboración con artistas como J Balvin, Camila Cabello, Travis Scott, entre otros. De este se destacó la colaboración "Sua Cara", junto con las artistas brasileñas Anitta y Pabllo Vittar. Esta última colaboración se convirtió en la canción con más reproducciones en 24 horas de la historia, llegando a casi 20 millones de reproducciones en YouTube.

## Silk City
El 2 de enero de 2018, Diplo anunció un nuevo proyecto con el DJ y cantante británico Mark Ronson, titulado Silk City. El dúo lanzó su sencillo debut "Only Can Get Better" con Daniel Merriweather el 23 de mayo de 2018. Su segundo sencillo, "Feel About You" con Mapei, fue lanzado el 20 de julio de 2018. El tercer sencillo del dúo, "Loud", Vimos a Diplo reunirse con colaboradores anteriores de GoldLink & Desiigner. Su cuarto y más reciente sencillo incluye a la cantante y compositora británica Dua Lipa, llamada "Electricity", y se lanzó el 5 de septiembre de 2018. El video musical se lanzó el mismo día.

## LSD
En los últimos días de abril de 2018 anuncia la formación del grupo musical LSD, formada junto con Sia y Labrinth (cuyas iniciales dan nombre al grupo) y se lanza el 3 de mayo el primer sencillo, titulado 'Genius'. El 10 de mayo se lanza el segundo sencillo 'Audio'. También está confirmado el lanzamiento de un álbum durante el segundo semestre de 2018.Su álbum debut fue lanzado el 12 de abril,y fue titulado "LABRINTH, SIA & DIPLO PRESENT... LSD" 

## Grupos
A principios de 2013 formó junto a Skrillex el proyecto llamado Jack Ü. Es también el cofundador y líder del proyecto musical conocido como Major Lazer. Desde 2018 forma parte del supergrupo LSD. Conformado por Sia y Labrinth. Además este año formó Silk City, un grupo junto a Mark Ronson.

## Discografía

### Álbumes
En estudio
| - 2002: Sound and Fury - 2004: Florida [Big Dada Recordings] - 2020: Diplo Presents Thomas Wesley Chapter 1: Snake Oil - 2020: MMXX - 2022: Diplo | Álbumes con Jack Ü - 2015: Skrillex and Diplo present Jack Ü |

EP
- 2005: FabricLive.24 [Fabric]
- 2009: Decent Work For Decent Pay [Big Dada Recordings]
- 2010: Blow Your Head: Diplo Presents Dubstep [Mad Decent]
- 2011: Riddimentary [Greensleeves Records]
- 2019: Europa [Mad Decent]
- 2019: Higher Ground [Mad Decent]

Compilaciones
- 2003: AEIOU
- 2004: AEIOU Pt. 2: Making Music Your Own (con Tripledouble)
- 2004: Piracy Funds Terrorism (con M.I.A.)
- 2004: Favela on Blast [Hollertronix]
- 2005: Favela Strikes Back
- 2006: Mad Decent Radio, Vol. 1 [Money Studies Records]
- 2007: I Like Turtles [Mad Greasy]
- 2008: Top Ranking: A Diplo Dub (con Santogold)
- 2008: Benzi & Diplo Present: Paper Route Gangstaz: Fear And Loathing In Hunts Vegas
- 2009: 2009 Rewind [Mixmag]
- 2010: Diplo Presents: Free Gucci (Best of The Cold War Mixtapes) [Mad Decent]
- 2010: Major Lazer & La Roux present: Lazerproof [Mad Decent]
- 2010: Benzi & Diplo Present: Mansions on the Moon: Paradise Falls
- 2014: Random White Dude Be Everywhere

### Sencillos
- 2003: Newsflash (como Diplodocus)
- 2003: Epistemology Suite (como Diplodocus)
- 2003: Thingamajawn (como Diplodocus)
- 2004: Diplo Rhythm (como Diplodocus)
- 2005: Reload It
- 2007: Smash A Kangaroo (con Heaps Decent)
- 2008: Bandida (con Deize Tigrona)
- 2008: Me Chinga (con Deize Tigrona)
- 2008: Blow Your Head [Blow Your Head EP]
- 2008: Must Be A Devil (con Marina Vello) [Blow Your Head EP]
- 2009: Get Off (con Blaqstarr)
- 2010: U Don't Like Me (con Lil Jon)
- 2010: C'mon (con Tiësto)
- 2010: C'mon (Catch 'em by Surprise) (con Tiësto feat. Busta Rhymes)
- 2010: Make You Pop (con Don Diablo)
- 2011: Que Que (con Dillon Francis feat. Maluca)
- 2011: Pick Your Poison (con Datsik & Kay)
- 2011: GO (con Oliver Twizt)
- 2012: Express Yourself (feat. Nicky Da B) [Express Yourself EP]
- 2012: Barely Standing (con Datsik feat. Sabi) [Express Yourself EP]
- 2012: No Problem (con Flinch feat. Kay) [Express Yourself EP]
- 2012: Move Around (con Elephant Man & GTA) [Express Yourself EP]
- 2012: Butters Theme (con Billy The Gent & Long Jawns) [Express Yourself EP]
- 2012: Set It Off (con Lazerdisk Party Sex) [Express Yourself EP]
- 2012: Rasclat Riddem (con Vato González)
- 2012: About That Life (feat. Jahan Lennon)
- 2012: Life Is So Hard
- 2013: Keep It Gully (con Swick)
- 2013: P.O.V. 2.0 (con The Partysquad & The Death Set)
- 2013: Earthquake (con DJ Fresh & Dominique Young Unique)
- 2013: Biggie Bounce (feat. Angger Dimas y Travis Porter) [Revolution EP]
- 2013: Revolution (feat. Faustix, Imanos y Kai) [Revolution EP]
- 2013: Crown (feat. Mike Posner, Boaz van de Beatz y Riff Raff) [Revolution EP]
- 2013: Rock Steady (feat. Action Bronson, Mr MFN eXquire, Nicky Da B & Riff Raff) [Revolution EP]
- 2013: Boy Oh Boy (con GTA)
- 2013: Booty Drop (con TAI)
- 2013: Elastic Heart (con Sia & The Weeknd)
- 2014: Freak (con Steve Aoki & Deorro feat. Steve Bays)
- 2014: Eparrei (con Dimitri Vegas, Like Mike & Fatboy Slim feat. Bonde do Rolê)
- 2014: Dirty Vibe (con Skrillex feat. G-Dragon & CL)
- 2014: Techno (con Yellow Claw & LNY TNZ feat. Waka Flocka Flame)
- 2015: 6th Gear (con Alvaro feat. Kstylis)
- 2015: Be Right There (con Sleepy Tom)
- 2015: Set Me Free (feat. LIZ)
- 2015: Where Are Ü Now (con Skrillex y Justin Bieber)
- 2016: Hey Baby (con Dimitri Vegas & Like Mike y Deb's Daughter)
- 2017: Hey Baby (con Dimitri Vegas & Like Mike & Kid Ink & Deb's Daughter)
- 2017: Waist Time (con Autoerotique)
- 2017: Imperfections (con Starrah) [Starrah X Diplo EP]
- 2017: Swerve (con Starrah) [Starrah X Diplo EP]
- 2017: Zoo (con Starrah) [Starrah X Diplo EP]
- 2017: You Know It (con Starrah) [Starrah X Diplo EP]
- 2017: Always Come Back (con Starrah) [Starrah X Diplo EP]
- 2017: Get It Right (feat. MØ)
- 2018: Worry No More (feat. Lil Yachty & Santigold) [California EP]
- 2018: Suicidal (feat. Desiigner) [California EP]
- 2018: Look Back (feat. DRAM) [California EP]
- 2018: Wish (feat. Trippie Redd) [California EP]
- 2018: Color Blind (feat. Lil Xan) [California EP]
- 2018: Get It Right (feat. MØ & Goldlink) [California EP]
- 2018: Genius (con Sia & Labrinth) [Labrinth, Sia & Diplo present LSD]
- 2018: Audio (con Sia & Labrinth) [Labrinth, Sia & Diplo present LSD]
- 2018: Stay Open  (con MØ)
- 2018: Welcome To The Party (con French Montana & Lil Pump feat. Zhavia)
- 2018: Sun In Our Eyes (con MØ)
- 2018: Only Can Get Better (con Daniel Merriweather)
- 2018: Thunderclouds (con Sia & Labrinth) [Labrinth, Sia & Diplo present LSD]
- 2018: Feel About You (con Mapei)
- 2018: 200 MPH (con Bad Bunny)
- 2018: Loud (con GoldLink y Desiigner)
- 2018: Mountains (con Sia & Labrinth) [Labrinth, Sia & Diplo present LSD]
- 2019: New Shapes (feat. Octavian) [Europa EP]
- 2019: Boom Bye Bye (feat. Niska) [Europa EP]
- 2019: Dip Raar (feat. Bizzey & Ramiks) [Europa EP]
- 2019: Baui Coupé (feat. Bausa) [Europa EP]
- 2019: Oh Maria (feat. Soolking) [Europa EP]
- 2019: Mira Mira (feat. IAMDDB) [Europa EP]
- 2019: Welcome to the Wonderful World Of (con Sia & Labrinth) [Labrinth, Sia & Diplo present LSD]
- 2019: Angel in Your Eyes (con Sia & Labrinth) [Labrinth, Sia & Diplo present LSD]
- 2019: No New Friends (con Sia & Labrinth) [Labrinth, Sia & Diplo present LSD]
- 2019: Heaven Can Wait (con Sia & Labrinth) [Labrinth, Sia & Diplo present LSD]
- 2019: It's Time (con Sia & Labrinth) [Labrinth, Sia & Diplo present LSD]
- 2019: So Long (feat. CAM) [Thomas Wesley]
- 2019: Heartless (feat. Morgan Wellen) [Thomas Wesley]
- 2019: Lonely (con Jonas Brothers) [Thomas Wesley]
- 2019: On My Mind (con SIDEPIECE) [Diplo Album]
- 2019: Hold You Tight [Higher Ground EP]
- 2019: Give Dem (con Blond:ish feat. Kah-lo) [Higher Ground EP]
- 2019: Win Win (feat. Tove Lo) [Higher Ground EP]
- 2019: Bubble Up [Higher Ground EP]
- 2020: Love To The World (con Wax Motif)
- 2020: Looking For Me (con Paul Woolford feat. Kareen Lomax) [Diplo Album]
- 2020: Daylight (con Joji)
- 2020: Turn Back Time (con Sonny Fodera)
- 2021: Never Forget (con Black Coffee feat. Elderbrook)
- 2021: One By One (feat. Elderbrook & andhim) [Diplo Album]
- 2021: Don't Be Afraid (con Damian Lazarus feat. Jungle) [Diplo Album]
- 2021: Promises (con Paul Woolford feat. Kareen Lomax) [Diplo Album]
- 2022: Forget About Me (con Aluna & Durante) [Diplo Album]
- 2022: Don't Forget My Love (con Miguel) [Diplo Album]
- 2022: Pogo (con bbno$)

### Remixes
2014:
- Lorde – Tennis Court (Diplo's Andre Agassi Reebok Pump Remix)
- Zola Jesus – Go (Diplo Remix)
- Beyoncé – Drunk in Love (Diplo Remix)
- CL – MTBD (Mental Breakdown) (Diplo Remix)
- Calvin Harris - Summer (Diplo & Grandtheft Remix)
- Avicii – You Make Me (Diplo & Ookay Remix)

2013:
- Grizzly Bear – Will Calls (Diplo Remix)
- PSY – Gangnam Style (Diplo x 2 Chainz & Tyga Remix)

2012:
- Calvin Harris – Sweet Nothing (Diplo & Grand Theft Remix)
- Sleigh Bells – Demons (Diplo Remix)
- Katy B – Witches' Brew (Diplo Remix)
- Usher – Climax (Diplo Bouncier Climactic Remix / Flosstradamus and Diplo Remix)
- FKi feat. Iggy Azalea – I Think She Ready (Diplo Remix)

2011:
- Sleigh Bells – Tell 'Em (Diplo Remix)
- The Bloody Beetroots  feat. Dennis Lyxzen – Church of Noise (Diplo Remix)
- The Streets – Going Through Hell (Diplo Remix)
- Kelly Rowland feat. Lil Wayne – Motivation (Diplo Remix)
- Travis Barker – Can a Drummer Get Some? (Diplo Remix)
- Mavado – Delilah (Diplo Remix)
- Ceci Bastida – Have You Heard? (Diplo Remix)
- The Wombats – Techno Fan (Diplo Remix)
- Julianna Barwick – Vow (Diplo & Lunice Remix)
- Star Slinger featuring Reggie B – Dumbin' (Diplo Remix)

2010:
- Robyn feat. Spoek Mathambo – Dancehall Queen (Diplo and Stenchman Remix)
- Drop the Lime – Devils Eyes (Diplo Way Too Long Mad Mix)
- Linkin Park – When They Come for Me (Diplo Mix) For DJ Hero 2
- Sunday Girl – Four Floors (Diplo Remix)
- Deerhunter – Helicopter (Diplo and Lunice mix)
- La Roux – Bulletproof (Diplo and Bot Remix)
- Maroon 5 – Misery (Diplo Put Me Out Of My Misery Mix)
- I Blame Coco feat. Robyn – Caesar (Diplo Remix)
- Sia – Clap Your Hands (Diplo Remix)
- Proxy – 8000 (Diplo remix)

2009:
- Private – My Secret Lover (Diplo Remix)
- Tom Stephan – Turn That Sh*t Up (Diplo Remix)
- Major Lazer – Keep It Goin' Louder (Diplo Remix)
- Britney Spears – Circus (Diplo Circus Remix / Alt Clown Mix)
- Bassnectar – Art of Revolution (Diplo Remix)
- The Dead Weather – Treat Me Like Your Mother (Diplo Remix)
- As Tall As Lions – Circles (Diplo Remix)
- Mujava – Township Funk (Mad Decent Remix)
- Feist – I Feel It All (Diplo's Plastic Remix)
- Brazilian Girls – Good Time (Diplo Remix)

2008:
- Keane – Spiralling (Diplo Remix)
- Journey to the West – Monkey Bee (Diplo Remix)
- PRGz – Bama Gettin Money (Diplo Remix)
- Bingo Players – Get Up (Diplo Remix)
- CLP – Ready Or Not (Diplo vs. DJ Sega Remix)
- Telepathe – Chrome's On It (Mad Decent Remix)
- South Rakkas Crew feat. Amanda Blank – Mad Again (Diplo Remix)
- Young MC – Bust A Move (Diplo Remix)
- Radiohead – Reckoner (Diplo Mix)
- M.I.A. – Paper Planes (Diplo x Bun B & Rich Boy Street Mix)
- Madonna – Hung Up (Diplo Remix)
- Monkey – Monkey Bee (Diplo Remix)
- Truth® – Typo (Diplo House Remix/Hip Hop Remix)
- Marlena Shaw – California Soul (Diplo Mad Decent Remix)
- Kanye West – Flashing Lights (Diplo Remix)
- Spoon – Don't You Evah (Diplo Remix)
- Sunny Day Sets Fire – Brainless (Mad Decent Remix)

2007:
- Dark Meat – Unsuccessful Space Jam (Diplo Remix)
- Hot Chip – Shake a Fist (Diplo's Noise Of Art Remix)
- Black Lips – Veni Vidi Vici (Diplo Remix)
- Samim – Heater (Diplo Mix)
- The Black Ghosts – Repetition Kills You (Diplo Remix)
- Bloc Party – Where Is Home? (Diplo Mix)
- Justice – D.A.N.C.E. (Eli & Diplo Remix)
- Kanye West – Stronger (Diplo Work Is Never Done Remix)
- The Decemberists – The Perfect Crime No. 2 (Doing Time Remix)
- DJ Benzi & Lil Wayne – Grey Goose (Diplo Remix)
- Xray – Turbulence Dubplate (Starstruck Diplo Mix)
- Santogold – Lights Out (Diplo's Panda Bear Mix)
- Santogold – I'm A Lady (Diplo Mix Ft. Amanda Blank)
- Bart Simpson – Do the Bartman (Diplo's Bartman So So Krispy Remix)
- Znobia – Tchilo (Diplo Mix)
- Peter Bjorn and John – Young Folks (Diplo's Drums of Death Remix)
- Daft Punk – Harder, Better, Faster, Stronger (Diplo's Work Is Never Over)
- Claude VonStroke – The Whistler (Diplo Remix)
- M.I.A. – Birdflu (Diplo Remix)
- Turbulence – Notorious (Diplo Mix)

2006:
- Yeah Yeah Yeahs – Gold Lion (Diplo Remix)
- The Beatles – Twist and Shout (Diplo B'more Edit)
- Justin Timberlake Vs LCD Soundsystem – Someone Great My Love (Diplo Remix)
- Hot Chip – Over and Over (Diplo Shake It Over And Over)
- Daedelus – Sundown (Diplo Remix)
- CSS – Let's Make Love and Listen to Death From Above (Diplo Remix)
- Clipse – Queen Bitch (Diplo Remix)
- Bloc Party – Helicopter (Diplo Remix)
- Bonde do Rolê – Melo Do Tabaco (Diplo Remix)
- Teddybears – Cobrastyle (Diplo Remix)

2005:
- Beck – Wish Coin (Go it Alone) (Remix by Diplo)
- Roots Manuva – Seat Yourself (Diplo Remix)
- Le Tigre – After Dark (Diplo Remix)
- M.I.A. – Sunshowers (Diplo Remix)
- Edu K – Popozuda Rock n' Roll (Diplo Remix)
- Walter Wanderley – Popcorn (Diplo Remix)
- Biz Markie – Vapors (Diplo Remix)
- Three 6 Mafia – Stay Fly (Mad Decent Remix)
- Spank Rock – Put That Pussy On Me (Diplo Tonite Remix)
- Kanye West – Gold Digger (Diplo Mix)
- Gwen Stefani – Hollaback Girl (Hollatronix x Diplo Remix)
- Edu K – Popozuda Rock n' Roll (Diplo Remix)
- Disco D – Lets Hug It Out Bitch (Diplo Remix)

2004:
- The Getaway Black Monday – Mitch Theme (Diplo Remix)
- Piano Overlord – Electric Manatee (Diplo Remix)
- Michael Giacchino – The Glory Days (Diplo Remix)

2003:
- Trina – Told Ya Ass (Diplo Bootleg)
- TTC – De Pauvres Riches (Diplodocus Electric Manatee Remix)

### Como productor
| Año  | Canción | Artista(s)              | Álbum                                |
| ---- | --- | ----------------------- | ------------------------------------ |
| 2005 | "Bucky Done Gun" "U.R.A.Q.T" "M.I.A." | M.I.A.                  | Arular                               |
| 2005 | "Reload It" | Kano                    | Home Sweet Home                      |
| 2006 | "Now I Holler" | Plastic Little          | She's Mature                         |
| 2006 | "Flowers On The Highway" | Prolyphic               | Time's Table Scraps                  |
| 2007 | "Marina Gasolina" "Divine Gosa" "Solta O Frango" "Quero Te Amar"                                                                                           | Bonde do Rolê           | With Lasers                          |
| 2007 | "Paper Planes" (prod. con Switch) "Hussel" "XR2" | M.I.A.                  | Kala                                 |
| 2008 | "My Superman" "Starstruck" "Unstoppable" | Santogold               | Santogold                            |
| 2009 | "Something Bigger, Something Better" "Lemme Get Some" (con Chuck Inglish) "A Love Song" (con Santigold) "DJ" (producción adicional de Switch)              | Amanda Blank            | I Love You                           |
| 2009 | "Produccíón íntegra del álbum" | Major Lazer             | Guns Don't Kill People... Lazers Do  |
| 2009 | "El Tigeraso" | Maluca                  |                                      |
| 2009 | "Unstoppable" (con Lil Wayne & Santigold) (prod. con John Hill)                                                                                            | Drake                   | So Far Gone                          |
| 2010 | "That Tree" (con Kid Cudi) (prod. adicional de Paul Devro)                                                                                                 | Snoop Dogg              | More Malice                          |
| 2010 | "Dancehall Queen" (prod. con Klas Åhlund) | Robyn                   | Body Talk Pt. 1 Body Talk            |
| 2010 | "Criminal Intent" (prod. con Klas Åhlund) | Robyn                   | Body Talk Pt. 2                      |
| 2010 | "It Takes Muscle" "Tell Me Why" | M.I.A.                  | Maya                                 |
| 2010 | "Sunsets" | Borgore                 | Borgore Ruined Dubstep EP            |
| 2010 | "Lone White Wolf" (prod. con Major Lazer) "Jump Up" (prod. con Major Lazer)                                                                                | Crookers                | Tons of Friends                      |
| 2010 | "Hustla" | The Roots               | How I Got Over                       |
| 2010 | "You Can Sell Anything" | Das Racist              | Sit Down, Man                        |
| 2010 | "Evil Boy" (prod. adicional de Douster) | Die Antwoord            | $O$                                  |
| 2010 | "Gordita" (solo como prod. adicional) | Shakira                 | Sale el Sol                          |
| 2010 | "Produccíón íntegra del álbum" | Rolo Tomassi            | Cosmology                            |
| 2010 | "뻑이가요" ("Knock Out") | G-Dragon & T.O.P.       | GD & TOP                             |
| 2010 | "Jenga" (como compositor) | Kano                    | Method To The Madness                |
| 2010 | "Produccíón conjunta del álbum con otros artistas" | M.I.A.                  | Vicki Leekx                          |
| 2011 | "Look at Me Now" (con Lil Wayne & Busta Rhymes) (prod. con Afrojack & Free School)                                                                         | Chris Brown             | F.A.M.E.                             |
| 2011 | "Produccíón conjunta del álbum con Switch & Mike Spencer)                                                                                                  | Alex Clare              | The Lateness of the Hour             |
| 2011 | "Run the World (Girls)" (prod. con The-Dream & Switch ) "End of Time" (prod. con The-Dream & Switch)                                                       | Beyoncé                 | '"4"'                                |
| 2011 | "Beat of My Drum" (prod. con Dimitri Tikovoi & Derek Allen)                                                                                                | Nicola Roberts          | Cinderella's Eyes                    |
| 2011 | "Two Shots" (prod. adicional de DJA) | Lil Wayne               | Tha Carter IV                        |
| 2011 | "Happy Rappy" | Das Racist              | Relax                                |
| 2011 | "Slight Work" (con Big Sean) | Wale                    | Ambition                             |
| 2011 | "Animal" (con Fefe Dobson) | Yelawolf                | Radioactive                          |
| 2012 | "Pirate In the Water" (prod. con Switch) "Look at these Hoes" (prod. con Boys Noize)                                                                       | Santigold               | Master of My Make-Believe            |
| 2012 | "Fuck Up The Fun" (prod. con DJ Master-D) | Azealia Banks           | Fuck Up The Fun (Single)             |
| 2012 | "Lies" (prod. con Dr. Luke & Cirkut) | Marina and the Diamonds | Electra Heart                        |
| 2012 | "Wobble" (prod. con DJA) | Travis Porter           | From Day 1                           |
| 2012 | "Climax" "2nd Round" (prod. con Ariel Rechtshaid) | Usher                   | Looking 4 Myself                     |
| 2012 | "Year Of Living Dangerously" (como compositor) | Scissor Sisters         | Magic Hour                           |
| 2012 | "Thought of You" (prod. con Ariel Rechtshaid) | Justin Bieber           | Believe                              |
| 2012 | "Push and Shove" | No Doubt                | Push and Shove                       |
| 2012 | "Top of the World" (con Big Sean) | Mike Posner             | Sky High                             |
| 2012 | "Facemelt" "Hello, Hi, Goodbye" (Prod. con The-Dream) "Crazy Girl"                                                                                         | Rita Ora                | ORA                                  |
| 2012 | "La La La" (prod. con Major Lazer) | Snoop Lion              | Reincarnated                         |
| 2012 | "Like It or Love It" "Twerkin!!!" | Kreayshawn              | Somethin' 'Bout Kreay                |
| 2012 | "Yo El' Ray" (Prod. con BroSafari & FKI) "Down South" (Prod. con FKI) "Demons" (Prod. con Sleigh Bells) "Slo" (Prod. con FKI) "1-800 Bone" (Prod. con FKI) | Iggy Azalea             | Trap Gold                            |
| 2012 | "Money Make Her Smile" | Bruno Mars              | Unorthodox Jukebox                   |
| 2012 | "The One Eyed Kitten Song" (con Travis Porter) | Wale                    | Folarin                              |
| 2013 | "Go Missin'" | Usher                   |                                      |
| 2013 | "Lay It Down" (con Nicki Minaj & Cory Gunz) | Lil Wayne               | I Am Not a Human Being II            |
| 2013 | "It Won't Stop" (Prod. con The Picard Bros) | Sevyn Streeter          | It Won't Stop                        |
| 2013 | "Trampoline" (con 2 Chainz) | Tinie Tempah            | Demonstration                        |
| 2013 | "Goosebumpz" | Mac Miller              | Watching Movies with the Sound Off   |
| 2013 | "One on One Fun" | Tamar Braxton           | Love and War                         |
| 2013 | "Coup d'Etat" (Prod. con Baauer) | G-Dragon                | Coup d'Etat                          |
| 2013 | "Passenger" | Britney Spears          | Britney Jean                         |
| 2013 | "Memphis" (con Big Sean) | Justin Bieber           | Journals                             |
| 2014 | "Sweet Talker" | Jessie J                | Sweet Talker                         |
| 2014 | "X" | Chris Brown             | X                                    |
| 2014 | "Stand For" | Ty Dolla Sign           | Stand For (Sencillo)                 |
| 2014 | "XXX 88" | MØ                      | No Mythologies to Follow             |
| 2015 | "Living for Love" "Unapologetic Bitch" "Bitch, I'm Madonna" "Hold Tight"                                                                                   | Madonna                 | Rebel Heart                          |
| 2016 | "Hold Up" "All Night" | Beyoncé                 | Lemonade                             |
| 2018 | "200 MPH" | Bad Bunny               | X 100PRE                             |
| 2020 | "Rosa" | J Balvin                | Colores                              |
| 2023 | "Funk Rave" (Prod. con Gabriel do Borel y Márcio Arantes)                                                                                                  | Anitta                  | Funk Generation: A Favela Love Story |
| 2024 | "Aceita" (Prod. con Gabriel do Borel, Márcio Arantes y Leclair)                                                                                            | Anitta                  | Funk Generation                      |

## Vida privada
Tuvo una relación con el cantante M.I.A. desde 2003 hasta 2008, Diplo fue relacionado con varias artistas, incluyendo a la cantantes Katy Perry la actriz Kate Hudson, además de la cantante Madonna.
Con su expareja Kathryn Lockhart tuvo dos hijos, Lazer y Lockett Pentz. A pesar de estar separados, llevan una muy buena relación. En marzo de 2020 tuvo su tercer hijo, Pace, con Jevon King.

## Ranking DJmag
| DJ    | 2013 | 2014 | 2015 | 2016 | 2017 | 2018 | 2019 | 2020 | 2021 |
| ----- | ---- | ---- | ---- | ---- | ---- | ---- | ---- | ---- | ---- |
| Diplo | 64°  | 32°  | 20°  | 23°  | 25°  | 42°  | 67°  | 37°  | 126° |

## Ranking 1001 Tracklist
| Productor | 2016 | 2017 | 2018 | 2019 | 2020 |
| --------- | ---- | ---- | ---- | ---- | ---- |
| Diplo     | 4°   | 4°   | 8°   | 8°   | 7°   |